# 对历史中耶稣的探索
探索历史中的耶稣指学术界努力构建耶稣的历史形象。自18世纪以来，对历史中的耶稣有三次不同的学术探究，每次具有各自的特点，并发展出新的、多样的研究标准。这些探索与早期方法不同，因为它们依靠历史方法去研究圣经叙事。虽然对圣经资料来源的文本分析已经进行了几个世纪，但这些探索引入了新方法和特定的技术，以确定结论中的历史有效性。
阿尔伯特·史怀哲1906年批评了第一次探索在方法上的各种缺点后，第一探索的热情有所减弱。第二次探索始于1953年，它引入了很多新技术，但在1970年代抵达瓶颈阶段。20世纪80年代，一些学者逐渐开始引入新的研究观念，开始了拥有最新方法的第三次探索。
虽然，学者们在耶稣的历史性上拥有广泛的学术共识，关于他的生平大纲也有基本一致的看法，但是，在他们构建的耶稣形象经常彼此不同，而且与福音书中描绘的形象也不同。在肖像之间有重叠的属性，虽然有时两个学者可能同意其中一些属性，但他们可能会不同意别的属性，没有一个历史中的耶稣形象能满足广大学者群体。

## 第一次探索

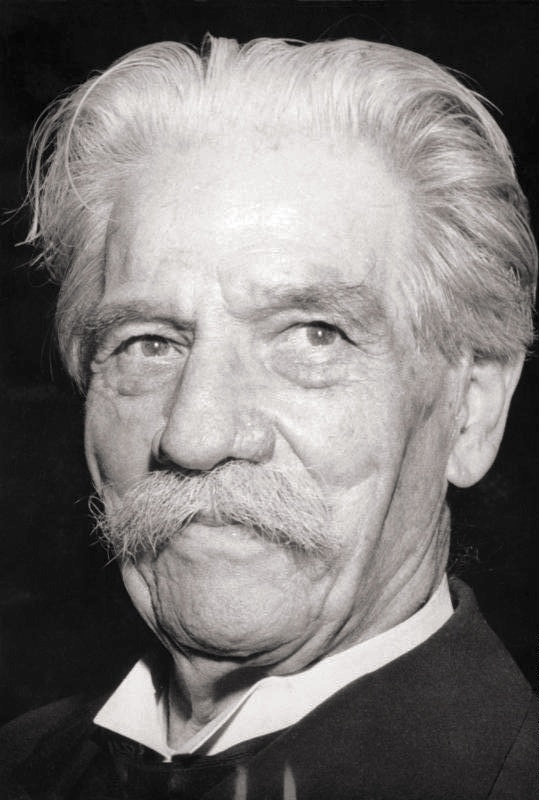
阿尔伯特·史怀哲的《探索历史中的耶稣》使用了“探索历史中的耶稣”这一表达

启蒙运动结束时，欧洲许多学者超越了文本分析和“福音和谐”的方法，开始探索耶稣传记，通常称为“耶稣的人生”（Lives of Jesus）。这些传记试图将一些历史技术应用于被和谐化的福音书中，并产生对耶稣生活的新概观。这些构建耶稣传记的尝试被称为第一次“探索历史中的耶稣”，这个表达源于阿尔伯特·史怀哲的书名，原来的题目是《探索历史中的耶稣：批判性性地研究从Reimarus到Wrede的探索进程》。
到19世纪末，学术界已经出版了数以百计的“耶稣的生命”。其中一些是非常轰动的：它们出版的原因不是由于新资料的出现，而是由于学者们用新的方式阅读和解释福音书。这些关于耶稣生活的故事通常是浪漫的，非常注重心理分析，或加入了没有出现在任何福音书或其他历史文献中的新元素。如，欧内斯特·勒南利用耶稣骑着驴子凯旋进入耶路撒冷的事件中创造了一个故事：在这个故事中，作为木匠的耶稣是一位温柔的先知，他在加利利有一只驴，骑着驴在不同城镇之间穿行。
马克·鲍威尔（Mark Powell）说，这些“耶稣的生活”的作品通常由三个驱动要素：
1. 强加一个宏大的框架（例如，作为改革者的耶稣），这决定了作品的主题，作者们用这样的框架解释福音书；
2. 排除在福音书中不符合这个框架的说法；
3. 添加新材料以填补故事中空白地方，而这些材料没有出现在任何福音中。

Andreas J. Köstenberger说，在许多情况下，这些故事描绘的耶稣“像探索者本人”，而不是公元1世纪的犹太人。
在第一次探索期间，各种版本的“耶稣的生活”的作者使用不同的基本主题。在某些情况下，它旨在赞美基督教，而在别的情况中，则在反基督教。这个领域最早的著名作者是赫尔曼·雷马鲁斯（Hermann Reimarus，1694-1768年），他描述耶稣是一个不成功的政治人物，认为自己的召命是将上帝作为以色列王。Reimarus写了一部论著，文中拒绝了神迹，指责圣经作者的欺诈行为，但他没有出版这本书。后来，Gotthold Lessing（1729-1781）在Reimarus死后发表了他的论著。Baron d'Holbach (1723–1789) 并没有兴趣还原一个历史中的耶稣，他的兴趣是批评宗教。因此他写了《试观此人！——拿撒勒人耶稣的历史》（Ecce Homo - The History of Jesus of Nazareth），并于1769年在阿姆斯特丹匿名发表。这本书由乔治·休斯顿（George Houston）翻译成英文，于1799年和1813年出版，为此休斯顿（他承认自己是作者）犯下亵渎罪，被监禁了两年。

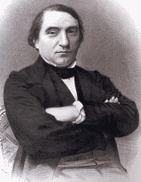
勒南的《耶稣传》是19世纪畅销书之一。

大卫·施特劳斯在27岁时拒绝所有超自然事件，将它们看作神话阐释，从而开创了对“历史中的耶稣”的搜寻。他写于1835年的《耶稣的生活》是第一部系统地分析耶稣生活故事最具影响力的作品，他试图以不带偏见的历史研究方法进行分析。施特劳斯从神话的角度看待耶稣生活中的神迹记录，这些神话记录是由于基督徒群体在重讲故事时想象出来的，从而将自然事件描述为神迹。阿尔伯特·史怀哲的《探索历史中的耶稣》（1906；1910）中认为，大卫·施特劳斯的论据“长篇大论地解释了那些陈旧的观点，它乍看起来是充满生气，但实际并非如此。”他补充说，在探索历史中的耶稣时有两个大致的学术研究阶段，即“大卫·施特劳斯之前的时期和大卫·施特劳斯之后的时期”。在大卫·施特劳斯之后出现的作品中，欧内斯特·勒南的Vie de Jesus将学术与感性的、小说心理的解释结合在一起，获得巨大成功，在三个月内重印八次。勒南将福音叙述与他的心理解释融为一体，认为耶稣在加利利宣讲了一种“爱的甜美神学”，当这种神学一旦遭遇到耶路撒冷的机制时立刻变得具有革命性。
约翰尼斯·魏斯（Johannes Weiss，1863-1914）和威廉·威尔德（ William Wrede ，1859-1906）让学术界注意到耶稣事工中的末世论问题。Weiss和Wrede都是热情的反自由主义者，他们的作品旨在强调耶稣事工和教义的不寻常性质。Wrede讨论了马可福音中的弥赛亚秘密这一主题，并认为这是早期基督徒用来解释耶稣并不声称自己是弥赛亚的一种方法。
阿尔伯特·卡尔特夫（Albert Kalthoff ,1850-1906）在1904年的作品《基督教如何兴起？对基督问题的新贡献》（1907年出版的英文版书目为The rise of Christianity）中名为《耶稣在历史中存在吗？》的一章写道：“神的儿子，世界之主，为童贞女所生，并在死后复活。他和一个富有革命性观念的小木匠儿子是两个完全不同的人。如果其中一个是历史中的耶稣，那么，另一个肯定不是。耶稣历史性的真正问题不仅是在一个有无数声称自己是弥赛亚的犹地亚中是否有一个耶稣，而是：我们是否要承认这个在福音中叫做耶稣的历史人物，以及他是否被视为基督教的创始人。”
阿尔伯特·史怀哲（1875-1965）是个神学历史学家，他在《探索历史中的耶稣：批评性地研究从Reimarus到Wrede的探索进程》（1906年，第一版）中对过往探索耶稣的生命作出了一个重要而具批判性的回顾。他谴责各式作者的主体性将自己的喜好投射到耶稣的角色中。书中用一章（第10章）讨论了Christian Hermann Weisse的“两源假设”和Christian Gottlob Wilke的“Wilke假设”；用三章讨论了大卫·施特劳斯（第7,8和9章），用整整一章（第11章）讨论了布鲁诺·鲍尔。布鲁诺·鲍尔（1809-1882）是第一位肯定耶稣不在历史中存在的学院神学家。然而，他的学术著作被德国学术界埋葬，直到Albert Kalthoff将其从忽视和默默无闻中拯救出来之前，他仍然不为人知。 阿尔伯特·史怀哲高度赞地扬了鲍尔早期的作品，肯定了他关于耶稣的非历史性结论。
对第一次探索的直接挑战是基督神话理论。该理论第一次由亚瑟·德鲁斯（Arthur Drews）发表于1909年，讨论了基督神话理论，并否认了耶稣在历史中存在。德鲁斯扩大和宣传最初由布鲁诺·鲍尔提出的观点，他的书本引起了国际级的争议，从而让他具有国际声誉。1912年， S. J. Case 指出，在过去十年裡，关于耶稣存在的怀疑已经占据了很多年，但没有什么地方比德国更明显，在那里，怀疑运动已经成为一种常规宣传，“其中，最重要的冠军是Karlsruhe技术高校的哲学教授亚瑟·德鲁斯。自1909年他的Christusmythe出版以来，在世界各地引起了广泛辩论，特别是在耶拿、马尔堡、吉森、莱比锡和柏林等重要的大学中心，于是这个主题不停地出现在公众面前。”
为了讨论德鲁斯的观点，阿尔伯特·史怀哲在1913年第二版的《探索历史中的耶稣》（Geschichte der Leben-Jesu-Forschung，2. Auflage，1913）中增加了两个新篇章。
- 第22章（第451-499页）《对耶稣历史性的新否定》(Die Neueste Bestreitung der Geschichtlichkeit Jesu) 分析了德鲁斯的观点，以及八位支持德鲁斯关于耶稣不存在观点的作者：J. M. Robertson, Peter Jensen,[27] Andrzej Niemojewski, Christian Paul Fuhrmann,[28] W.B. Smith, Thomas Whittaker, G.J.P.J. Bolland, Samuel Lublinski。其中三个倾向于对耶稣进行神话-星象解释。
- 第23章（第500-560页）《关于耶稣历史性的争辩》(Die Diskussion über die Geschichtlichkeit Jesu)，审视了40位神学家和学者对德鲁斯书本的回应，并提到1910年2月公众辩论的参与者。大多数出版物对德鲁斯的评价都是批评性和消极的。阿尔伯特·史怀哲继续系统地讨论了Bestreiter（“挑战者”）和Verneiner（“否定者”）——即，荷兰激进派分子J. M. Robertson, W. B. Smith 和德鲁斯——的理论所遇到的问题和困难，也讨论了保罗书信的真实性和保罗的历史性。

阿尔伯特·史怀哲也认为，所有19世纪对耶稣的描述不是简化就是忽略了耶稣的末世论信息，而他在犹太末世论的背景下阐述了他所描述的耶稣形象。接着，史怀哲相信对历史中的耶稣的搜寻是徒劳的，于是放弃了圣经学术研究，到非洲做了一名医疗传教士。

### 第一次探索的结局
Martin Kähler1896年出版的《所谓的历史中的耶稣和历史的、圣经的基督》先于阿尔伯特·史怀哲的著作。Kähler认为，人们不能将历史的耶稣与信仰的基督分开，在任何情况下，圣经分析的主要目标应该是更好地理解影响了历史的“信仰的基督”。Kähler的作品吸引了保守派和自由派，它与史怀哲的作品一起有效地终止了第一次探索。

## 探索终止期
史怀哲1906年的批评削弱了以往对历史中的耶稣的研究，他经常被看作是一个“探索终止”期的开端。这个时期与1953年结束，这一年祈士曼（Ernst Käsemann）的讲座开始了第二次探索。Ben Witherington说，在第一次探索结束时，对历史中的耶稣的研究被认为是死胡同，虽然事实并非如此。
一些学者，如保罗·扎尔（Paul Zahl）认为，史怀哲著作最后两段恰当地总结了第一次探索的结束。史怀哲说：“拿撒勒的耶稣不会为了我们用现代观点将他看成是一个历史人物而受难……他作为我们不认识的人来到我们之间。”Zahl将第一次探索比作斯科特（Scott）远征南极，并说，第一次探索作为一场灾难而终结，让学术界研究历史耶稣的努力松懈下来。然而，像Stanley Porter或Dale Allison这样的学者不同意这种评价，或者不同意这种阶段划分。
斯坦利·波特（Stanley Porter）指出，史怀哲的批判只是结束了对耶稣生活“浪漫化和过度心理化”的研究，而其他研究还在继续。戴尔·艾利森（Dale Allison）表示，其他研究确实发生在所谓的探索终止期，期间，每年的进展都是持续的，除了1919年，每年都有一本关于耶稣的新学术著作出版。Maurice Casey指出，虽然将这个阶段称为“探索终止”期乍看起来似乎是合理的，但这种描述并不准确，相反，在这一时期其它方面取得了显著的进展，例如，B. H. Streeter对马可福音优先性和Q来源的研究影响了未来的研究。
在1906年到1953年这个相对平静的时期中出现一个关键人物，鲁道夫·布尔特曼，他对历史中的耶稣的研究的重要性和必要性持怀疑态度，并认为我们唯一能够或需要知道的关于耶稣的东西就是他“如此”（德语：Dass）地存在，而不是别的什么东西。布尔特曼认为，所有重要的事情是“如此”（thatness），而不是“什么”，因为，重要的只有“如此”的耶稣存在过、在传道并死亡在十字架上，而不是在他一生中发生了什么。布尔特曼同样也支持人们研究口头传播福音的传统。
布尔特曼相信，人们只能知道关于耶稣的很少零散事实。虽然人们只能知道耶稣一些事情，但这样的搜索之所以是毫无意义的，是因为最重要的事情是跟随“耶稣的召唤”，这只能通过在存在中与上帝的话相遇。布尔特曼认为，最早的基督教文献对特定地点没有兴趣，而且通过历史分析研究耶稣不仅不可能，而且是不必要的。然而，最终，布尔特曼并没有完全关闭历史研究的大门，到1948年他提出了进一步研究的可能性。

## 第二次探索

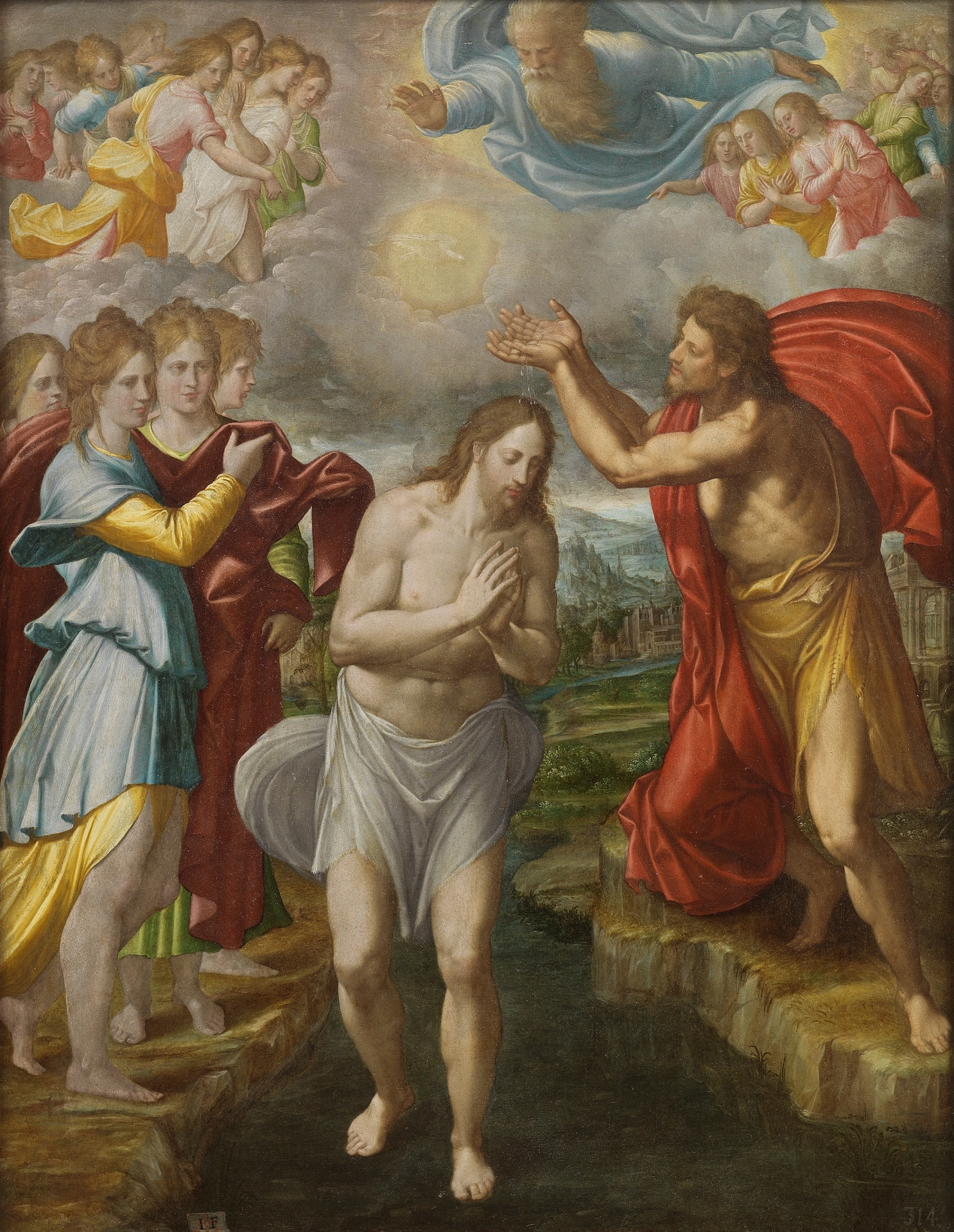
第二次探索时发展出“尴尬原则”，并应用在耶稣受洗的事件中。

虽然人们可能质疑第二次或第三次探索的确切开始日期，但第二次探索的开始有一个著名的时间和地点，即，1953年10月20日，祈士曼（Ernst Käsemann）在马尔堡大学年度校友聚会上作了《历史中的耶稣之问题》的演讲。祈士曼和布尔特曼都是马尔堡大学校友。
祈士曼的演讲标志着他与前教授布尔特曼的教导分道扬镳，布尔特曼强调神学的重要性，并在1926年认为，研究历史中耶稣是徒劳而没有必要的；虽然布尔特曼在随后的一本书中稍微修改了他的立场。Käsemann推进了这个立场，认为：虽然福音书可以根据神学目的进行解释，但它们仍然包含着可以产生出耶稣信息的历史记忆。这个视角有效地开始了当时所称的“新探索”，它后来被称为对历史中的耶稣的第二次探索。参与第二次探索的大多数学者是德国人或由德国人训练出来的。
祈士曼认为，如果系统地应用历史分析的工具，人们就可能了解耶稣的一些东西，这个观点带来极大的影响，激励了一些学者发明研究历史耶稣的新方法。其中一个遵循他的方法的有名作品是Günther Bornkamm1956年的《拿撒勒的耶稣》。他说了一句有名的说话：“福音书关于耶稣的信息、行为和历史的记载的真实性是尤为特出的……这些特征直接将我们带到耶稣在世的形象上。” 这个宣言为20世纪60年代第二次探索提供动力。詹姆斯·罗宾逊（James M. Robinson）1959年的书本《对历史中的耶稣的新探索》重印了许多次，这表明了1960年代人们对这个主题的高度兴趣。
为了分析圣经段落，祈士曼引入“差异性的标准”，比较了一个福音段落（例如，耶稣的一段话）与当时犹太背景，如果不相似的话，则认为它是真实的。在第二次探索期间，也引入了尴尬标准。这个标准认为，一个群体不太可能发明一个让自己尴尬的故事。例如，这个标准认为，早期的基督教会从不想发明关于耶稣受洗的故事核心，因为施洗约翰为了罪的减轻而施洗，而耶稣被视为没有罪的，因此这个故事没有任何意义，并且，由于它把约翰置于耶稣之上，这带来了尴尬。虽然耶稣受洗可能是一个历史事件，但鸽子的出现和天上的声音可能是后来对原事件的润色。马歇尔·克雷维里（Marcello Craveri）1967年的《耶稣的生活》基于死海卷轴，它认为历史中耶稣自认为是神的主张应该被严格限制，因为对于那一代犹太人来说这并不罕见。而其它许多更强烈的主张，以及对基督在十字架的救赎力量的强调，可以看作是圣保罗的重新阐释，因为他可能受到希腊罗马传统的强烈影响。
到20世纪70年代初，第二次探索的最初动力已经消失了。许多学者将这项探索的结束归因于布尔特曼思想的作用在不断弱化，本·威瑟顿（ Ben Witherington ）指出：“由于布尔特曼的强大影响力以及对存在主义的热情开始减弱，对第二探索的热情也在衰退。”Geza Vermes说：“由于布尔特曼对德国人的巨大影响，以及随后他的前学生对北美的影响，对新约研究的真正历史研究停止了半个世纪”，并且只有在它们的影响结束后才再次开始。保罗·扎尔（Paul Zahl）说，虽然第二次探索在当时作出了重大贡献，但其结果现在基本被遗忘，虽然它们没有被反驳。

## 第三次探索

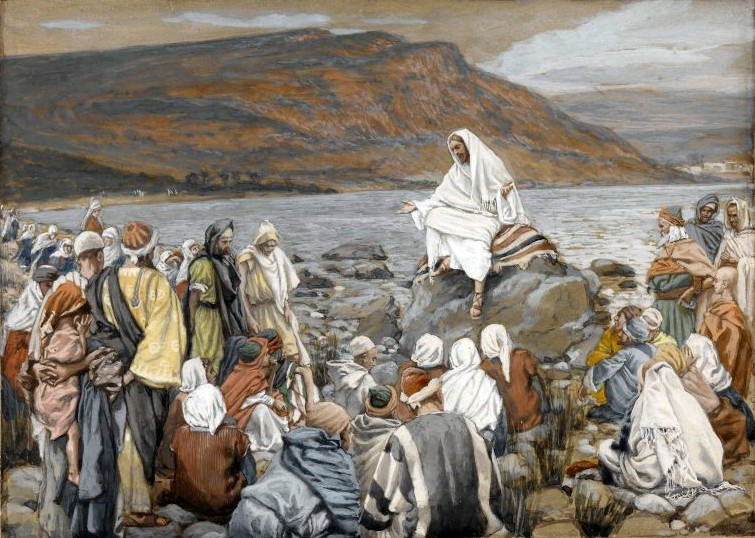
《耶稣教导门徒》，作者：James Tissot, 约1890年

第二次探索在20世纪70年代达到瓶颈，到了80年代，第三次探索已经开始，并获得了正式的追随者。与第二次探索不同，第三次探索没有明确的开始，只是许多学者彼此先后地在相对较短的时间内提出了新方法。1992年N. T. 怀特创造了“第三次探索”一词，用来指代这些新方法。
除了之前的多重见证标准、差异性（也称为不连续性）标准和尴尬标准之外，第三次探索已经发展了一些其他标准。主要包括：
- 历史合理性标准于1997年引入。这个原则分析了一个事件在诸如背景合理性和后果合理性等元素上的合理性，即，历史背景以及事件的后果是合理的。在最近的研究中，学者们喜欢历史合理性标准多于差异性标准，并且，圣经中符合历史背景的说法被认为更可能是有效的。

- 拒绝和处决标准是1985年制定的。它与其他标准完全不同，并且不直接指出耶稣的个别说法或行为是真实的，而是将注意力集中在这样的事实上：耶稣被犹太人拒绝，并被罗马人处决，那么，究竟什么样的言语和行为可以符合这种状况。John P. Meier说，这个标准让人们注意到，如果耶稣没有挑战当时的权威，那么他就不可能被钉死在十字架，因此，这有助于评估耶稣在这种背景中的话语和行动。

- 连贯性（congruence）标准（也称为累积详尽证据标准）是旧的一致性（coherence）标准的特殊情况。一致性标准，也称为一致符合性（consistency and conformity）标准，审视已经被确定为历史性的事物，并测试一个新的假设是否与已知事物一致和相符。因此，这个标准不仅适用于作为个体的古代文本，而是可以回顾现代分析的结果，并考虑其连贯性和一致性。如果从其他数据中得出的观察结果表明了类似的结论，根据连贯性（congruence）标准，这个假设是真的。

许多其他标准被第三次探索的学者认为是可疑和不可靠的。这些标准包括：J. Jeremias认为的阿拉姆语的痕迹是存在的，但他只是基于一句可能是阿拉伯语词汇或语法的圣经话语而得出结论的；这也包括巴勒斯坦环境的类似标准，这个标准认为，如果圣经的说话符合耶稣时代巴勒斯坦的背景，那么这是一句真实的话。叙述生动性标准认为，如果一句说话比周围文本的语言更生动，那么它可能是目击者的声明；但学者一般拒绝这个标准。
第三次探索出现的一个现代新特征是考古学扮演了重要角色：詹姆斯·查尔斯沃斯（James Charlesworth）认为，现时代，很少现代学者会忽略考古发现，因为这些发现能澄清耶稣时代加利利和犹太人的生活特点。第三次探索的另一个特点是跨学科性和文献的全球化。虽然前两次的探索者是欧洲新教神学家，但第三次探索是由全球多个学科的大量学者进行的。例如，参与历史耶稣研究的犹太学者贡献了作为第三次探索背景的第二圣殿犹太教的详细知识。

## 对耶稣的历史阐释

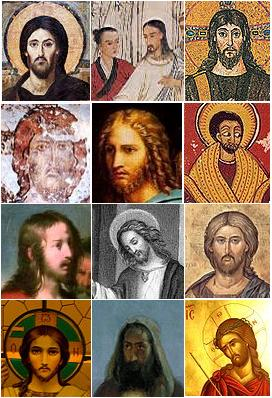
现在有“许多历史中的耶稣形象，正如在学术中有许多形象制造者一样”。

虽然耶稣作为一个历史人物的存在有着广泛的学术共识，但在三次探索期间构建的耶稣形象通常各不相同，并且与福音书中描绘的形象也不同。 Amy-Jill Levine说，尽管存在不同的耶稣形象，但人们对于耶稣生活的基本轮廓存在一种共识，因为大多数学者都同意耶稣是由施洗约翰施洗，与犹太当局辩论关于上帝的话题，医治疾病，用比喻教导，聚集追随者，并被罗马总督彼拉多钉十字架。
第三次探索的主导阐释的各种差异可以根据它们对耶稣形象的主要阐释分类，这就是，耶稣被描述为：启示的先知，有领导魄力的治疗师，愤世嫉俗的哲学家，犹太的弥赛亚和社会变革的先知。但是，每个形象上都存在学术上的分歧，对于构建这些形象的学术方法也存在着分歧。然而，在形象之间有重叠的属性，学者不认同某些属性时可能对其他属性有所认同。这些分组反映了每个形象的基本特征，并且这些形象的阐释通常包含着重叠的元素，例如有许多学者，包括克罗森和Wright，虽然彼此批评对方，可他们的阐释都同意耶稣并不“首先是末世论”的支持者，尽管他们相信耶稣传讲了这样的信息。而其他学者（例如，Borg and Mack）在这个问题上有不同的看法。第三次探索因此见证了学术解释之间的分裂，因而不能得出一个统一的耶稣形象。
史怀哲在1906年《探索历史中的耶稣》中注意到，耶稣形象与构建形象的学者之间的相似性，并说这些形象经常是“研究者自身苍白的投射”。约翰·克罗森指出，这种趋势仍在持续，并且总结道，许多作者在写耶稣生活的传记，其实写的是“自传”。

### 十九世纪末的作者与作品
- Oskar Holtzman.

- Das Leben Jesu. Tubingen, 1901. 417 pp.
- Das Messianitatsbewusstsein Jesu und seine neueste Bestreitung. Vortrag. (The Messianic Consciousness of Jesus and the most recent denial of it. A Lecture.) 1902. 26 pp. (Against Wrede.)
- War Jesus Ekstatiker? (Was Jesus an ecstatic?) Tubingen, 1903. 139 pp.

- Paul Wilhelm Schmidt.

- Die Geschichte Jesu. (The History of Jesus.) Freiburg, 1899. 175 pp. (4th impression.)
- Die Geschichte Jesu. Eriautert. Mit drei Karten von Prot. K. Furrer (Zurich). (The History of Jesus. Preliminary Discussions. With three maps by Prof. K. Furrer of Zurich.) Tubingen, 1904. 414 pp.

- Otto Schmiedel.

- Die Hauptprobleme der Leben-Jesu-Forschung. (The main Problems in the Study of the Life of Jesus.) Tubingen, 1902. 71 pp. 2nd ed., 1906.

- Hermann Freiherr von Soden.

- Die wichtigsten Fragen im Leben Jesu. (The most important Questions about the Life df Jesus.) Vacation Lectures. Berlin, 1904. 111 pp.

- Hilligenlei. Berlin, 1905. pp. 462-593: "Die Handschrift." ("The Manuscript"-in which a Life of Jesus, written by one of the characters of the story, is given in full.)

- Otto Pfleiderer.

- Das Urchristentum, seine Schriften und Lehren in geschichtlichem Zusammenhang beschrieben. (Primitive Christianity. Its Documents and Doc- trines in their Historical Context.) 2nd ed. Berlin, 1902. Vol. i., 696 pp.
- Die Entstehung des Urchristentums. (How Primitive Christianity arose.) Munich, 1905. 255 pp.

- Albert Kalthoff.

- Das Christus-Problem. Grundlinien zu einer Sozialtheologie. (The Christ-problem. The Ground-plan of a Social Theology.) Leipzig, 1902.
- Die Entstehung des Christentums. Neue Beiträge zum Christus-problem. (How Christianity arose. New contributions to the Christ-problem.) Leipzig, 1904. 155 pp.

- Eduard von Hartmann.

- Das Christentum des Neuen Testaments. (The Christianity of the New Testament.) 2nd revised edition of "Letters on the Christian Religion." Sachsa-in-the-Harz, 1905. 311 pp.

- Morris De Jonge.

- Jeschua. Der klassische judische Mann. Zerstorung des kirchlichen, Enthullung des judischen Jesus-Bildes. Berlin, 1904. 112 pp. (Jeshua. The Classical Jewish Man. In which the Jewish picture of Jesus is unveiled, and the ecclesiastical picture destroyed.)

- Wolfgang Kirchbach.

- Was lehrte Jesus? Zwei Urevangelien. (What was the teaching of Jesus? Two Primitive Gospels.) Berlin, 1897. 248 pp. 2nd revised and greatly enlarged edition, 1902, 339 pp.

- Albert Dulk.

- Der Irrgang des Lebens Jesu. In geschichtlicher Auifassung dar- gestellt. (The Error of the Life of Jesus. An Historical View.) 1st part, 1884, 395 pp.; 2nd part, 1885, 302 pp.

- Paul de Regla.

- Jesus von Nazareth. German by A. Just. Leipzig, 1894. 435 pp.

- Ernest Bosc.

- La Vie esoterique de Jesus de Nazareth et les origines orientales da christianisme. (The secret Life of Jesus of Nazareth, and the Oriental Origins of Christianity.) Paris, 1902.